# Viola kitaibeliana
La violeta chica  (Viola kitaibeliana Roem. & Schult.) es una especie de la familia de las violáceas.

## Descripción
Esta violeta, es una plantita de entre 3 y 20 cm, pelosilla, pudiendo ser diminuta o de tamaño considerable según las condiciones del terreno y circunstancias ambientales; hojas, algunas sobrepasando el centímetro de ancho, oval o redondeada, dentada y otras mucho más estrechas, de entre 2 y 5 cm de longitud. Flores, que aparecen en primavera y verano. de 7-14 mm, de color básicamente amarillo claro, con zonas azuladas, de 5 pétalos poco mayores que el cáliz, el inferior con un espolón en su base, 2 intermedios y 2 superiores bastante abiertos. Surgen de un largo rabillo que se inclina hacia abajo en su extremo. Fruto en cápsula, de casi 1 cm, con tres partes evidentes y algo más gruesa en la base, que se abre para dispersar las pequeñas semillas.

## Distribución y hábitat
En el sur y centro de Europa. Introducida en Alemania. En todo el Mediterráneo excepto Baleares y Cerdeña. Crece muy abundante en claros de bosques, arenales y zonas pedregosas, pastos ralos, bordes de caminos, dunas y lugares abiertos y secos.